# Polydesmus pseudoedentulus
Polydesmus pseudoedentulus är en mångfotingart som beskrevs av Mrsic 1986. Polydesmus pseudoedentulus ingår i släktet Polydesmus och familjen plattdubbelfotingar. Inga underarter finns listade i Catalogue of Life.